# ائوگنیوش پریویژینسف
ائوگنیوش پریویژینسف (لهستانی: Eugeniusz Priwieziencew؛ ‏تلفظ لهستانی: [ɛwˈɡɛɲuʐ]؛ ‏ ۱۷ اوت ۱۹۴۶ – ۸ ژوئیه ۲۰۰۵) بازیگر اهل لهستان بود.
از فیلم‌ها یا مجموعه‌های تلویزیونی که وی در آن‌ها نقش داشته‌است، می‌توان به سرنوشت‌های لهستانی، شال‌گردن زرد، زنجیره احساسات، سرهنگ کفیاتکوفسکی، گنج‌های پنهان، اجاره‌نشین‌ها، جهان به روایت خانواده کیپسکی، قماری بالاتر از زندگی، شیطان، مرز سایه، استتار، مارپیچ، راه‌ها در میان شب، قرارداد، عامل ثابت، تدی خرسه، امر ضروری، انتخاب سوفی، دانتون، ریش‌آبی، قدرت شیطان، دزدان دریایی، با آتش و شمشیر (فیلم)، با آتش و شمشیر (مجموعه تلویزیونی)، کشتن یک کشیش، زندگی برای زندگی: ماکسیمیلیان کلبه، ارتباط خاموش، فهرست شیندلر، به تاخت، نیویورک شاد، برادر الهی ما، هوس‌های امپراتور، مکمل و عنصر نامطلوب اشاره نمود.